# 嚴木站
嚴木站（日语：／ Kyūragi eki */?）是位於佐賀縣唐津市嚴木町，屬於九州旅客鐵道（JR九州）的唐津線車站。此站是有名的難讀車站。

## 車站構造

### 站房
為1930年建成的古老木造建築物。

### 月台
設有2面2線的相對式月台。兩月台之間設有跨線橋連接。
| 月台             | 路線    | 上下行 | 方向             |
| ---------------- | ------- | ------ | ---------------- |
| 南邊（站房一方） | ■唐津線 | 下行   | 唐津、西唐津方向 |
| 北邊             | ■唐津線 | 上行   | 佐賀方向         |

## 歷史
- 1899年：

- 6月13日：唐津興業鐵道（後來為唐津鐵道）山本站至此站之間開通，啟用，為終點站。
- 12月25日：唐津興業鐵道此站至莇原站（現時為多久站）之間開通。

- 1902年2月23日：唐津鐵道被九州鐵道合併。
- 1907年7月1日：九州鐵道（第一代）被國有化，成為帝國鐵道廳車站[3][4][5]。
- 1987年4月1日：隨國鐵分割民營化，車站由九州旅客鐵道（JR九州）營運[6]。
- 1995年3月：車站內設置了畫廊[7]。

## 使用狀況
最近一次錄得每天平均使用人數為2016年度；又JR九州自2016年度起只公佈首300位最高日均使用量後，本站在2016年度仍能打入首300名位置，排第298；但自2017年度起，日均使用人數再也未有重回首300位內，因此沒有實際使用人數，但因仍多於100人次，所以被收錄於排行榜後的附錄表內。
| 乘車人次變化 | 乘車人次變化 | 乘車人次變化 |
| 年度         | 1日平均人次  | 出處         |
| ------------ | ------------ | ------------ |
| 2000         | 499          | [ 統計 1 ]   |
| 2001         | 520          | [ 統計 1 ]   |
| 2002         | 479          | [ 統計 1 ]   |
| 2003         | 473          | [ 統計 1 ]   |
| 2004         | 476          | [ 統計 1 ]   |
| 2005         | 468          | [ 統計 1 ]   |
| 2006         | 481          | [ 統計 1 ]   |
| 2007         | 465          | [ 統計 1 ]   |
| 2008         | 464          | [ 統計 1 ]   |
| 2009         | 460          | [ 統計 1 ]   |
| 2010         | 455          | [ 統計 1 ]   |
| 2011         | 451          | [ 統計 1 ]   |
| 2012         | 405          | [ 統計 1 ]   |
| 2013         | 373          | [ 統計 1 ]   |
| 2014         | 343          | [ 統計 2 ]   |
| 2015         | 332          | [ 統計 3 ]   |
| 2016         | 328          | [ 統計 4 ]   |
| 2017         | >100         | [ 統計 5 ]   |
| 2018         | >100         | [ 統計 6 ]   |
| 2019         | >100         | [ 統計 7 ]   |
| 2020         | >100         | [ 統計 8 ]   |
| 2021         | >100         | [ 統計 9 ]   |
| 2022         | >100         | [ 統計 10 ]  |
| 2023         | >100         | [ 統計 11 ]  |

## 其他

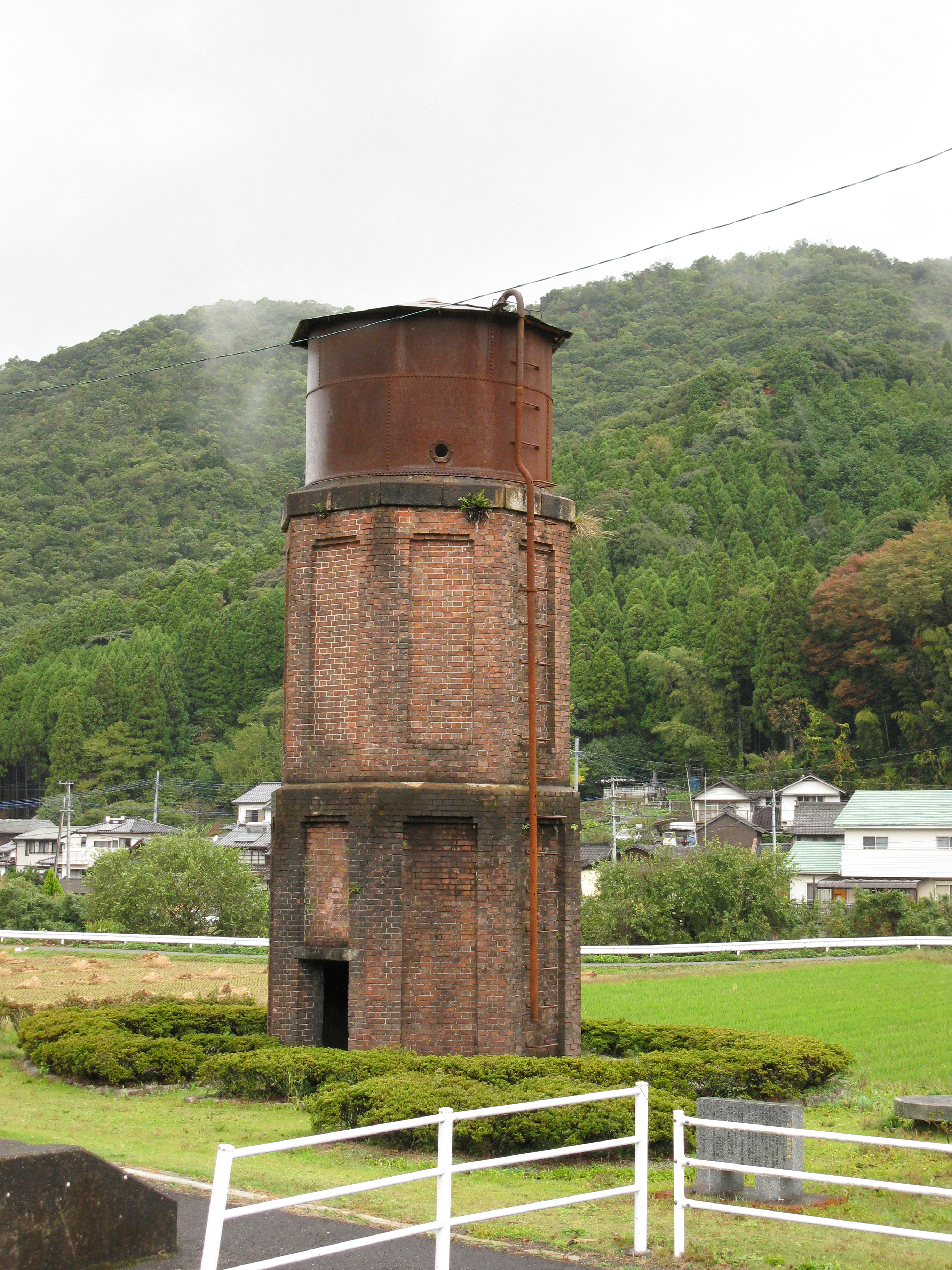
供水塔

- 在月台旁邊設有在1899年（明治32年）建成，使用磚砌成的供水塔。
- 在1997年上映的電影《東京日和》（竹中直人監督、主演（日语：主演））中，曾在此站取景。

## 相鄰車站
九州旅客鐵道（JR九州）
■唐津線
多久－嚴木－岩屋

### 統計數據
1. ↑  佐賀縣統計年鑑
2. ↑  佐賀縣統計年鑑（平成27年度）第12章　運輸及び通信—12.7 鉄道乗降客数及び貨物発着トン数
3. ↑  佐賀縣統計年鑑（平成28年度）第12章　運輸及び通信—12.7 鉄道乗降客数及び
4. ↑   (PDF). 九州旅客鉄道. 2017-07-31  [2017-08-01]. （原始内容 (PDF)存档于2017-08-01）.
5. ↑   (PDF). 九州旅客鉄道.   [2019-03-10]. （原始内容 (PDF)存档于2019-07-06） （日语）.
6. ↑   (PDF). 九州旅客鉄道.   [2018-07-13]. （原始内容存档 (PDF)于2019-12-06） （日语）.
7. ↑  駅別乗車人員上位300駅（2019年度） （页面存档备份，存于），JR九州。
8. ↑  駅別乗車人員上位300駅（2020年度） （页面存档备份，存于），JR九州。
9. ↑  駅別乗車人員上位300駅（2021年度） （页面存档备份，存于），JR九州。
10. ↑  駅別乗車人員上位300駅（2022年度） （页面存档备份，存于），JR九州。
11. ↑   (PDF).   [2025-04-24]. （原始内容存档 (PDF)于2024-09-19）.

## 外部連結
- JR九州嚴木站